# Kriegstetten
Kriegstetten és un municipi del cantó de Solothurn (Suïssa), cap del districte de Wasseramt.

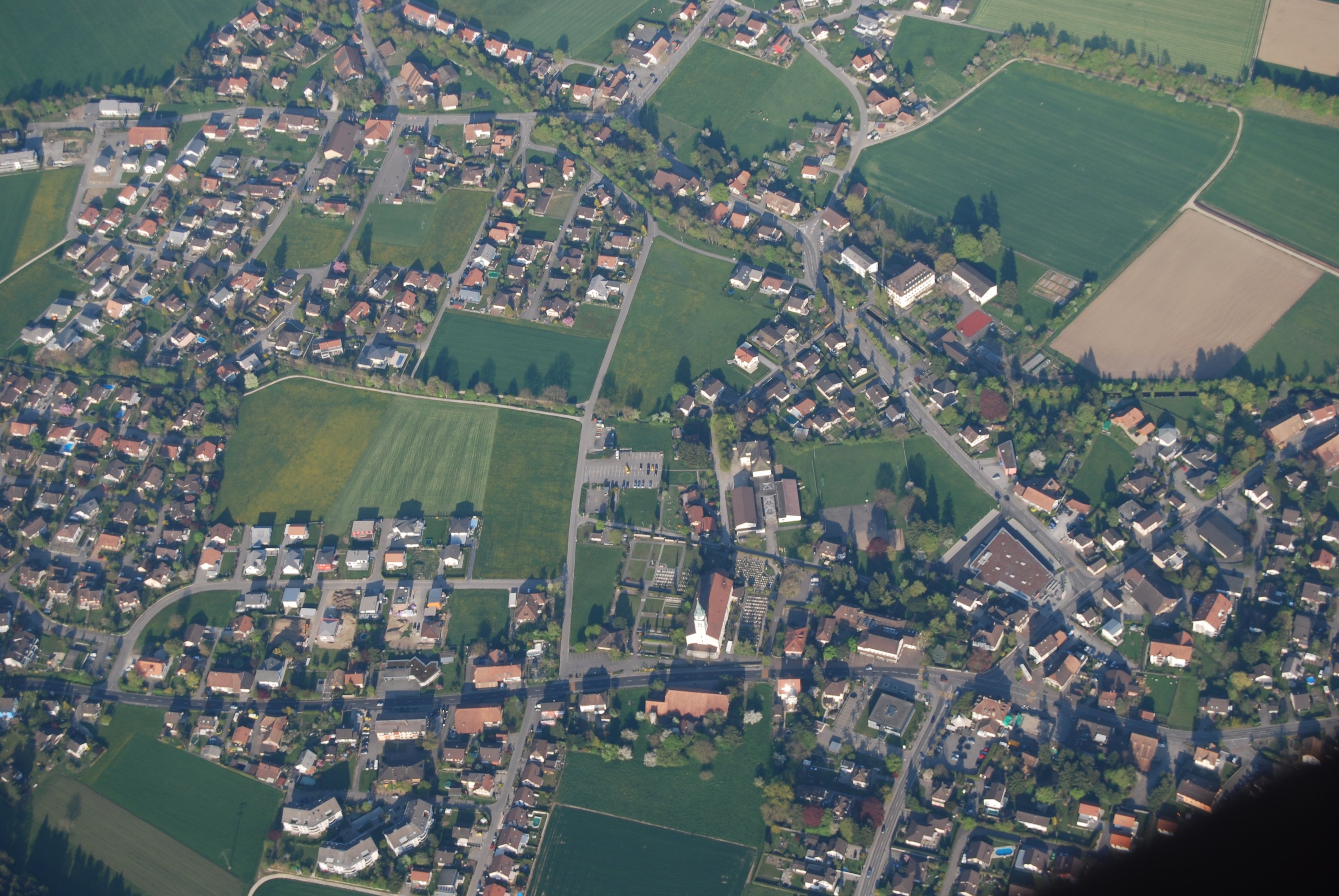
Kriegstetten